# Óblast autónomo Kirguís
El Óblast Autónomo Kirguís (en ruso: Кара-Киргизская автономная область, Kara-Kirguizskaia avtonomaia oblast), ubicado en Asia Central, fue una entidad administrativa creada el 14 de octubre de 1924 dentro de la RSFS de Rusia a partir de los territorios habitados mayoritariamente por kirguises de la RASS del Turquestán.
Originalmente fue denominado como «Óblast Autónomo Kara-Kirguís». Se le dio este nombre porque los rusos de las regiones occidentales confundían frecuentemente en aquellos tiempos los kazajos y los kirguises, denominando a los primeros como «kirguises» y a los segundos como «kara-kirguises», respectivamente. Fue renombrado correctamente como «Óblast Autónomo Kirguís» el 25 de marzo de 1925, tras la reorganización territorial de Asia Central. 
El 11 de febrero de 1926, se reorganizó como la RASS de Kirguistán (no debe confundirse como se le denominaba a la RASS de Kazajistán antes de 1925) y el 5 de diciembre de 1936 se convirtió en la RSS de Kirguistán, una de las repúblicas constituyentes de la Unión Soviética.

## Historia
La cuestión de la demarcación étnico-territorial de Asia Central comenzó a plantearse en el partido y las organizaciones soviéticas de la República Autónoma Socialista Soviética del Turquestán en 1920, y la tarea de crear una autonomía independiente para los kirguises (en aquella época denominados kara-kirguises) dentro de la RASS del Turquestán se había discutido desde 1921; según las autoridades, era imposible llevar a cabo la demarcación de Asia Central solo dentro del marco de la RASS de Turquestán y de las Repúblicas Populares Soviéticas de Bujará y Corasmia, debido a que estas tres repúblicas no tenían una base étnica. Aunque el poder soviético se estableció en el territorio de estas repúblicas en 1920, los sentimientos nacionalistas fueron fuertes hasta 1924, y se libró una lucha contra los basmachí. Las repúblicas de Asia Central mencionadas anteriormente eran multiétnicas, mientras que el Óblast Autónomo Kara-Kirguís ocupaba el territorio de los distritos de Karakul, Piskek y Naryn del óblast de Semirechye, parte del distrito de Aulie-Ata del óblast de Sir Daria y algunas áreas del óblast de Ferganá (el distrito de Osh y el volost de Jalal-Abad del distrito de Andiján) en la República Socialista Soviética Autónoma del Turquestán. Con la ayuda de la demarcación nacional de Asia Central, el gobierno soviético planeó resolver el problema de la unificación de las tierras pobladas por las etnias uzbeka, turcomana, tayika, kirguisa, karakalpaka y kazaja en las entidades territoriales soviéticas correspondientes.

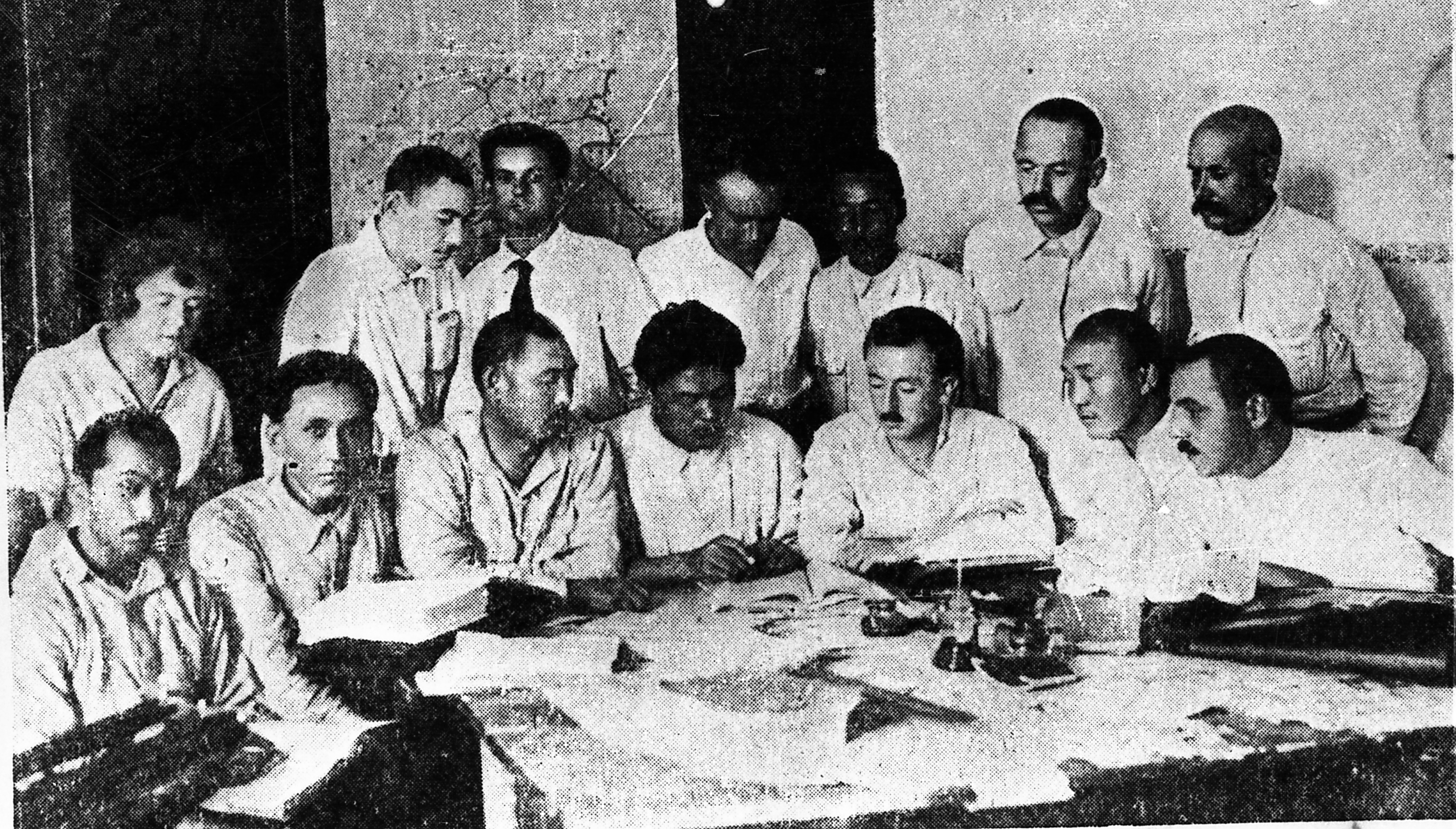
Reunión de los miembros de la mesa de la Comisión de Demarcación Nacional-Estatal de Asia Central.

En marzo de 1922, varios intelectuales kirguises como Yusup Abdrajmanov, Ishenali Arabayev y Abdykerim Sidikov, presentaron una propuesta para separar los condados con población kirguisa en el óblast de Gorno-Kirgís. El 25 de marzo de 1922, el Secretariado del Comité Central del Partido Comunista del Turquestán tomó la decisión de formar una región con este nombre como parte de la RASS de Turquestán, y al día siguiente el Comité Ejecutivo Central de la RASS del Turquestán aprobó una resolución para crear una región que constara de los condados de Piskek, Karakol, Naryn y las regiones montañosas de Aulie-Ata con el centro administrativo en el pueblo de Kochkor. La cuestión relativa a los kirguises que vivían en el sur permaneció abierta. Después de la creación de la Región Montañosa de Kirguistán, comenzaron los desacuerdos entre varios grupos nacionalistas y tribales. El 4 de junio de 1922, el Comité Regional de Semirechye del Partido Comunista convocó un congreso organizativo en Piskek con la participación de 425 delegados, pero el congreso fue disuelto por orden directa de Stalin incluso antes de comenzar sus labores. En diciembre de 1922, el Comité Central del PCR(b) declaró ilegales todos los documentos previamente aprobados sobre la creación de la Región Montañosa de Kirguistán y acusó a los promotores de convocar el congreso de nacionalismo burgués y actividad contrarrevolucionaria.
En enero de 1924, los delegados kirguises al XII Congreso de los Sóviets de la República Socialista Soviética Autónoma de Turquestán presentaron una carta al Comité Central del PCR(b) y al Sóviet de las Nacionalidades del Comité Ejecutivo Central de la URSS en la que declaraban que la dirección del partido y del gobierno de la RASS del Turquestán desconocían y no tenían en cuenta las características de otra nacionalidad: los kara-kirguisos, que sumaban como mínimo a un millón de personas. En la misma carta, plantearon varias demandas: «reconocer al pueblo kara-kirguiso como una etnia independiente en igualdad de condiciones con las demás grupos étnicos (uzbekos, turcomanos, tayikos y kirguisos)» y «considerando la ausencia de representantes de los trabajadores kara-kirguisos en los órganos del partido y del poder estatal de Turquestán, incorporarlos a dichos órganos teniendo en cuenta su afiliación social». Las propuestas para una reorganización de la demarcación del Turquestán, Bujará y Corasmia fueron consideradas por el Politburó del Comité Central del PCR(b) de manera preliminar el 5 de abril de 1924. La decisión sobre el tema fue pospuesta hasta finales de mayo de 1924. El Buró de Asia Central del Comité Central del PCR(b), a su vez, debía preparar y presentar para la consideración de los miembros del Politburó sus consideraciones sobre la formación de repúblicas nacionales de Asia Central, así como todos los materiales necesarios.
El 11 de mayo de 1924, el VIII Congreso del Partido Comunista del Turquestán y el Buró de Asia Central del Comité Central del PCR(b) consideraron necesario formar las repúblicas uzbeka y turcomana con los derechos de repúblicas socialistas soviéticas y el Óblast Autónomo Kara-Kirguís, dejando abierta la cuestión de a qué república se uniría la autonomía kara-kirguisa. El 2 de junio de 1924, el presidente del Buró de Asia Central del Comité Central del PCR(b) R.I. Karklina envió un informe al Comité Central del PCR(b) “Sobre la demarcación nacional de las repúblicas de Asia Central”, en el que dice que “ las regiones y distritos kirguisos del actual Turquestán deben pasar a la República Kirguisa con la garantía de los derechos de autonomía de los kara-kirguisos dentro de la República Kirguisa ”. De acuerdo con esta nota, se propuso incluir el distrito de Osh con la ciudad de Osh, el distrito de Jalal-Abad, el volost de Bazar-Kurgan y la parte montañosa del distrito de Namangan, el distrito de Pishpek a lo largo de la margen izquierda del Chu en los tramos inferiores del río, el distrito de Karakul, el distrito de Naryn, toda la región montañosa del distrito de Aulie-Ata, las regiones de Dzhailovskaya y Tolkanovskaya del distrito de Merkensk del distrito de Aulie-Ata en la Región Autónoma Kara-Kirguís. La misma nota también reflejó la opinión de los kara-kirguises al respecto: «Si la RASS centroasiática [del Turquestán] no se organiza, se considera conveniente y necesario que el Óblast Autónomo Kara-Kirguisa se una directamente a la RSFS de Rusia, cooperando económicamente con las repúblicas de Asia Central a través del Consejo Económico de Asia Central. La decisión final sobre la adhesión a una u otra república de la región para los kara-kirguises recaerá en el primer congreso regional autónomo de los consejos de Kara-kirguises…».

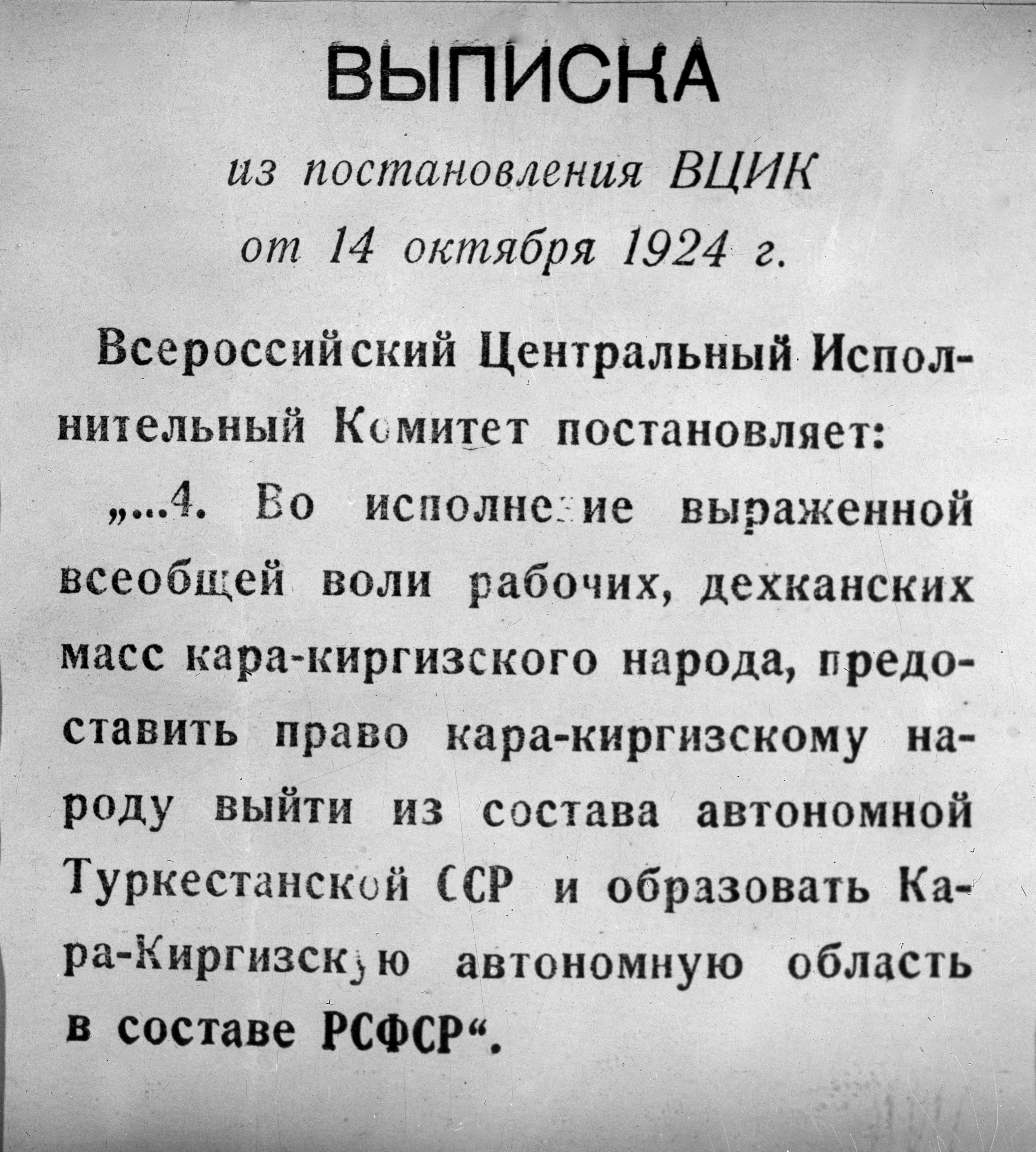
Resolución del Comité Ejecutivo Central Panruso del 14 de octubre de 1924 sobre la formación del Óblast Autónomo Kara-Kirguís dentro de la RSFS de Rusia.

El 4 de junio de 1924, el Buró de Organización del Comité Central del PCR(b) adoptó una resolución “Sobre la demarcación nacional de las repúblicas de Asia Central ”, que establecía:
1) En vista de la voluntad claramente expresada de los comités centrales de los partidos comunistas de Bujará y Turquestán, así como de los funcionarios responsables de Corasmia, el Politburó del Comité Central del PCR decide:
…

3) Asignar un óblast autónomo Kara-kirguís con bajo subordinación directa a la RSFS de Rusia
La resolución fue confirmada por el Politburó del Comité Central del PCR(b) el 12 de junio de 1924. El subjefe del Departamento de Organización y Distribución del Comité Central del PCR(b), V. F. Cherny, informó lo siguiente en un informe al Orgburo del Comité Central del PCR(b) a más tardar el 13 de octubre de 1924: “ La demarcación territorial avanza, en general, con relativa normalidad y bastante intensidad. El establecimiento de fronteras se lleva a cabo sobre la base de negociaciones y acuerdos entre comisiones nacionales. Aún no se han establecido las siguientes: [...] la frontera entre la región de Karakirguiz y Uzbekistán, donde los karakirguises quieren obtener la región de Jalalabad con una población predominantemente uzbeka, con el objetivo de tener una conexión estrecha con el centro de Asia Central utilizando la antigua línea ferroviaria... Dos ciudades, Pishpek y Jalalabad, figuran como centros de la futura región Kara-Kirguiz ”, también se informó que la gestión de la oficina temporal nacional en la región autónoma está a cargo de Yusup Abdrajmanov, Tokbayev, Khudaikulov, Aidarbekov (de Jetysu), Sulembayev (de Ferganá) y Lipatov.

La segunda sesión de la 11ª convocatoria del Comité Ejecutivo Central Panruso (VTsIK) el 14 de octubre de 1924, y luego la sesión del Comité Ejecutivo Central de la Unión Soviética finalmente tomaron la decisión de llevar a cabo la demarcación nacional-territorial de Asia Central al adoptar la resolución “Sobre la reorganización de la República Socialista Soviética Autónoma del Turquestán en unidades autónomas separadas” y, de ese modo, le dieron al pueblo kirguís la oportunidad de separarse en una región independiente con su entrada en la RSFS de Rusia.
"En cumplimiento de la voluntad general expresada de las masas obreras y campesinas del pueblo kara-kirguiso, conceder al pueblo kara-kirguiso el derecho a separarse de la RSFSR Autónoma del Turquestán y formar la Región Autónoma Kara-kirguisa dentro de la RSFSR."
El 21 de octubre de 1924, el Presídium del Comité Ejecutivo Central Panruso aprobó un Comité Revolucionario formado por 17 personas para gobernar el Óblast Autónomo Kara-Kirguís. El 1 de febrero de 1924, la ciudad de Piskek se convirtió en la capital del óblast autónomo (el 12 de mayo de 1926 fue renombrada como Frunze). El 25 de mayo de 1925, por decreto del Comité Ejecutivo Central Panruso, el Óblast Autónomo Kara-Kirguís pasó a llamarse "Óblast Autónomo Kirguís", restaurando así el nombre histórico de la etnia, es decir, "kirguís". El 2 de enero de 1925, el distrito de Murghab fue transferido de la Óblast Autónomo Kirguís a la recién creada República Socialista Soviética Autónoma de Tayikistán, aunque inclusive hasta la fecha, los kirguises constituyen la mayoría de la población de Murghab.
El Congreso de los Sóviets fundacional del Óblast Autónomo Kara-Kirguís, celebrado el 27 de marzo de 1925, formalizó oficialmente el cambio de nombre de "OA Kara-Kirguís" a "OA Kirguís". Simultáneamente, el congreso reconoció también la necesidad de transformar al Óblast Autónomo Kirguií en una república autónoma, y encargó al Comité Ejecutivo Regional que presentara una petición al Comité Ejecutivo Central Panruso al respecto. El 6 de diciembre de 1925, el presídium del Comité Ejecutivo Regional del OA Kirguís presentó una petición al Comité Ejecutivo Central Panruso. Finalmente, el 1 de febrero de 1926, el presídium del Comité Ejecutivo Central Panruso decidió transformar al Óblast Autónomo Kirguís en la República Autónoma Socialista Soviética de Kirguistán y luego, el 15 de abril de 1927, el XIII Congreso Panruso de los Sóviets, a petición del comité ejecutivo regional del Óblast Autónomo Kirguís, adoptaron una resolución “Sobre la transformación de la Región Autónoma Kirguisa en la República Autónoma Kirguís".

## Política
El OA Kirguís tenía sus propios órganos de gobierno local, los cuales eran el Sóviet de Diputados (órgano legislativo) que tenía como organismo permanente al Comité Ejecutivo Regional, el cual también tenía funciones ejecutivas. Además, existía el Comité Regional Kara-Kirguís, el organismo local del Partido Comunista Ruso (Bolchevique).

## Economía
Para eliminar las consecuencias de la Revolución y la Guerra Civil, se tomaron diversas medidas para la transición a una nueva política económica. Se llevaron a cabo reformas agrarias, hídricas y de gestión territorial. Desde 1924, se inició la coordinación de todo el comercio en el territorio del Óblast Autónomo Kara-Kirguís. En 1925, se estableció un departamento de comercio interior. También se abrieron tiendas estatales en Pispek, Tokmak y Karakol. Simultáneamente, se organizó la Bolsa de Comercio de Pispek para el comercio mayorista. Las repúblicas soviéticas, principalmente la RSFS de Rusia, proporcionaron asistencia económica y de inversión.

### Industria
En la región se explotaba activamente la minería de carbón en los yacimientos de Naryn y Kok-Yangak, así como en las minas de Kizyl-Kiya. Existía la extracción artesanal de petróleo en Maily-Suu, y existían minas de sal en Dzhel Su y Chon Tuz. Las regiones montañosas del óblast autónomo son además ricas en otros minerales, incluyendo carbón, petróleo, ozoquerita, hierro, cobre, minerales de plomo y zinc, plata, oro, asbesto, sal gema, antimonio y arcilla refractaria. La industria manufacturera se caracterizaba por un número reducido de pequeñas empresas: molinos, cervecerías, almazaras, curtidurías, desmotadoras de algodón y aserraderos.

### Agricultura
A partir de 1926, la agricultura ocupaba el primer lugar en términos de peso específico, seguida de la ganadería. En el OA Kirguís cultivaban algodón, remolacha azucarera, adormidera, ricino, trigo, cebada, avena, centeno, mijo, maíz, arroz, tabaco, lino, cáñamo, sésamo, girasol, patatas, melones y sandías, además de otros cultivos industriales. La ganadería principal consistía en la cría de caballos, vacas, ovejas, cabras, cerdos, camellos y burros.

## Geografía
El Óblast Autónomo Kirguís se caracterizaba por ser una región montañosa; desde el norte, la región está rodeada por la cordillera Zailieski Alatau, más al oeste por la cordillera Aleksandrovski, y desde la parte occidental por las estribaciones suroccidentales del Tian Shan. La altitud sobre el nivel del mar en estas áreas varía de 1000 a 6500 metros. Un pequeño territorio está ocupado por dos valles: el de Chuy y la parte sureste del de Ferganá, así como las estribaciones de la cordillera Aleksandrovski. Al mismo tiempo, las cordilleras de Talas-Alatau y Aleksandrovski separaban el distrito de Pispek de los distritos de Jalal-Abad y Karakol, mientras que la cordillera de Ferganá separaba los distritos del sur de la región del distrito de Karakol. En las estribaciones de la cordillera de Aleksandrovski, Talas Alatau y en el valle de Chuy, los suelos son desérticos, ligeros y parcialmente salinos; en las estribaciones hay franjas de suelos ligeros submontanos; en la zona forestal, los suelos son ligeramente podzólicos y, más cerca de las cimas de las montañas, de tipo chernozems.
Los ríos más grandes de la región son el Chu (originado en las laderas meridionales de la cordillera Aleksandrovski), el Naryn (originado en los glaciares del Tien Shan central y se fusiona con el Karadarya), el Talas (originado en los glaciares del Talas Alatau),el Dzhergalan y el Tyup (los cuales desembocan en el Issyk-Kul). Los grandes lagos son el Issyk-Kul, el Son-Kul, el Chatyr-Kul y el Kara-Kul.
El clima de la región es continental, con fuertes fluctuaciones de temperatura, escasas precipitaciones, baja humedad y alta evaporación. En la parte norte, el clima es estepario, con una precipitación anual de 220-540 mm, distribuida uniformemente. La temperatura media del aire del mes más cálido es de +31 °C y la del más frío de -6 °C. En las montañas Aleksandr Range, el clima es montañoso. La cantidad de precipitación es superior a 500 mm, cayendo principalmente en invierno. En la parte oriental de la región, en el área del lago Issyk-Kul, el clima es marítimo, con precipitaciones de unos 500 mm. La temperatura media del mes más cálido es de +21 °C. Al sur del lago Issyk-Kul, en las tierras altas de Tien Shan, el clima es estepario continental. La parte occidental de la región, ocupada por parte del valle de Ferganá, tiene un clima desértico-estepario con precipitaciones de 160 a 480 mm, cayendo principalmente en invierno. La temperatura media del mes más cálido es de +30 °C, mientras que la del más frío es de -4 °C. En las zonas más altas, al norte y al sur del valle, a lo largo de las laderas montañosas, el clima de las regiones montañosas también se caracteriza por un predominio de precipitaciones invernales superiores a los 500 mm.

## Demografía
El Óblast Autónomo Kirguís estaba poblada predominantemente por kirguises, aunque otros grupos étnicos también vivían en el territorio: rusos, uzbekos y kazajos, entre otros. La primera evaluación de la población se realizó antes de la publicación del decreto del Comité Ejecutivo Central Panruso sobre la formación del Óblast Autónomo Kara-Kirguís dentro de la RSFSR  y al 14 de octubre de 1924, la población se estimó de la siguiente manera: 732,220 personas en total, de las cuales 175,28 estaban en el distrito de Pispek, 220,563 en el distrito de Osh, 179,162 en el distrito de Jalal-Abad y 156,667 en el distrito de Karakol-Naryn; por representando en porcentajes por grupos étnicos, kirguisos – 63,5%, rusos – 16,8%, uzbekos – 15,4%, kazajos – 1,3%, otros – 3,5%.
La segunda evaluación de la población del Óblast Autónomo Kirguís se realizó en 1927 y la evaluó en 1925-26: 792.783 personas en total, de las cuales 719.590 eran rurales y 73.193 urbanas.

## Bienestar social

### Educación
Una parte significativa de los fondos del presupuesto local se asignó a la educación. En el transcurso de 5 meses, de noviembre de 1924 a marzo de 1925, se gastaron 761,989 rublos en educación, lo que representó el 31,61% del gasto total. Entre 1924 y 1925, había 349 escuelas primarias y 5 orfanatos en el Óblast Autónomo Kara-Kirguís. Además, había 148 programas de alfabetización , 60 clubes, una biblioteca y una casa roja. Entre 1924 y 1925, se abrió una escuela técnica para la formación de especialistas necesarios para el procesamiento del algodón y la economía nacional en la ciudad de Osh, una escuela técnica para la formación de especialistas en el cultivo de plantas de campo y frutas en Pishpek, y una escuela técnica para la ganadería y la cooperación en Karakul.